# Tomophyllum subsecundodissectum
Tomophyllum subsecundodissectum là một loài thực vật có mạch trong họ Polypodiaceae. Loài này được (Zoll.) Parris mô tả khoa học đầu tiên năm 2007.